# De Vier Botze
Das Quartett De Vier Botze (Kölsch, Die vier Hosen) war eine über die Kölner Region hinaus bekannt gewordene Gesangsgruppe. Sie hatte sich auf Karnevalslieder und Schlager in kölscher Sprache spezialisiert und trat zwischen 1933 und 1961 auf.

## Werdegang
Während sie in den Krisenzeiten vor dem Zweiten Weltkrieg und in der Nachkriegszeit zeitweilig ironisch pointierte Parodietexte vortrugen, wurde mit zunehmendem Erfolg ihr Repertoire kommerzieller.

### Gründung und erste Jahre
Gründungsmitglieder waren im Jahre 1933 Hans Süper senior (* 28. August 1907, † 4. November 1970), Hans Philipp „Fibbes“ Herrig (* 1909, † 1992), Gerhard „Grätes“ Böckem (* 22. Mai 1914, † 12. Februar 2004) und Ferdinand „Fänand“ Vossenberg. Die vier Mitglieder benannten sich ursprünglich nach dem Gründer der Gruppe, der den Spitznamen „de Botz“ („die Hose“) trug. Später trugen sie als Erkennungszeichen überweite Hosen.
De Vier Botze zogen zunächst als Straßenmusiker durch Köln, bevor das Quartett im Rundfunk auftrat und zahlreiche Plattenaufnahmen machte. Eine der ersten war Jo, die uss dr Spillmannsjass („Ja, die aus der Spielmannsgasse“), ein kölscher Schlager von Süper, der die Musik geschrieben hatte, und Franz Klein, der den Text beisteuerte. Das Stück wurde am 28. Dezember 1938 in Berlin (Grammophon 2926) in der Besetzung Ferdinand Vossenberg, Hans Philipp „dr Krumm“ Herrig, Hans Johann „dr Stump“ Süper und Richard „dr Nassauer“ Engel aufgenommen. Bei Kriegsausbruch 1939 unterbrachen sie nach 18 Singles ihre Karriere.
Außer eigenen Liedern zu meist kölschen Texten reüssierten De Vier Botze auch mit zahlreichen Parodien auf bekannte Schlager und Volkslieder. Diese trugen sie zunächst in typischer Straßenmusiker-Weise mit vierstimmigem Gesang und dezenter Instrumentalbegleitung von Gitarren und Mandriola vor, ab und zu gesellte sich ein Akkordeon hinzu.

### Nach dem Krieg
Überregional bekannt wurden sie 1945 mit einer Coverversion des im Original von den Drei Laachduve („Drei Lachtauben“) am 28. Dezember 1938 aufgenommenen Schlagers En d’r Kaygass Nummero Null. Der Schlager wurde erst durch die Vier Botze in der Kölner Region populär und ist inzwischen zum Evergreen nicht nur während des Kölner Karnevals aufgestiegen, wozu auch die Neuaufnahme der Bläck Fööss beitrug. Das Lied über eine Sonderschule an der Ecke Kaygasse 1 / Großer Griechenmarkt 87 (existierte zwischen 1891 und 1939) handelte vom Lehrer Welsch, den es ebenfalls tatsächlich gegeben hatte. Das Lied versetzte den Lehrer allerdings ins linksrheinische Köln – in Wirklichkeit war er 1848 in Arzdorf in der Voreifel geboren und im rechtsrheinischen Köln-Kalk als Lehrer tätig. Allerlei Streiche entschuldigen die Jugendlichen im Lied durch ihre mangelnde Bildung (Nä, nä, dat wesse mer nit mih, janz bestemp nit mih / un dat hammer nit studiert; „nein, nein, das wissen wir nicht mehr, ganz bestimmt nicht mehr / und das haben wir nicht studiert“) mit dem bekannten Refrain Dreimol null es null („dreimal Null ist Null“).

Die Vier Botze – Kleine Winzerin vom Rhein

Danach setzte sich die Gruppe aus Hans Süper senior, Richard Engel (* 1903; † 1974), Jakob Ernst und Hans Philipp Herrig zusammen. Alle vier Mitglieder wurden in Köln unter ihren Spitznamen bekannt, Richard Engel – Komödiant und Hauptsänger der Gruppe – als „d'r Rickes“, Hans Süper – der Komponist und Arrangeur – als „de Stump“ („der Stumpf“), Jakob Ernst als „de Ähz“ („die Erbse“) und (Hans) Philipp Herrig – der Texter – als „d'r Kromm“ („der Krumme“). Zwischen 1949 und 1961 waren die Vier Botze wieder aktiv und brachten mindestens 125 weitere Platten auf den Markt, oft als Begleitung anderer Interpreten. Karl Berbuer brachte mit den Vier Botze 1950 die Friedenspfeifen-Samba (Polydor 48 262) heraus, es folgte Heinz Erhardt und Die vier Botze mit Ernst Fischer und seinen Solisten unter dem Titel Onkel-Otto-Walzer / Bobby Schick hat 'nen Tick (Polydor 48 287; 1950), Willy Schneider und die Vier Botze mit 1900 Jahr steht unser Kölle am Rhing (Polydor 48 308; 1950). Weitere bekannte Platten waren Der schönste Platz ist immer an der Theke (komponiert von Toni Steingass, Polydor 48 663; November 1951) und Der Knallkopp (Polydor 48 686; 1952). Da sie nun überregional bekannt geworden waren, sich aber außerhalb des Kölner Raums niemand unter dem Namen De Vier Botze etwas vorstellen konnte, nannten sie sich parallel auch Colonia Quartett. Das Colonia-Quartett & Will Glahé brachten Do laachs do dich kapott (Decca 43900; 1954) auf den Markt, das Original stammte von Karl Berbuer (Text, Musik, Sänger), aufgenommen mit dem  Steingass-Terzett (1954). Ebenfalls vom Steingass-Terzett übernahmen sie Der schönste Platz ist immer an der Theke (Polydor 22081; 1954).

### Endphase
In den 1950er und 1960er Jahren traten sie vielfach in Rundfunk- und Fernsehsendungen auf und waren häufig auch als Begleitensemble für andere Schlagerstars gefragt. Es folgte Durst ist schlimmer als Heimweh (1953), ein Cover von Friedel Hensch und die Cyprys aus 1953. Ebenso coverten sie August Batzems Komposition Et Vögelche fleut (Austroton 9656; 1954). Als Die Vier Botze coverten sie Dietmar Kivels Lore leih mir Dein Herz (Januar 1955). Hans Theodor Kivel und die Vier Botze brachten Kleine Winzerin vom Rhein / Wenn das Wasser im Rhein goldner Wein wär‘ (Tempo 602; 1957) heraus, gefolgt von Kölsche Mädcher, die sin löstig (Telefunken 45 213; 1958) oder mit Willy Schneider Dä Schwimmingpuul / Hurra-Marsch (Polydor 24163; 1960). Danach wurde es um die Vier Botze ruhiger; sie blieben noch bis zum Tod zweier Mitglieder 1966 bestehen.

## Nachfolgende Generationen
Nachkommen von ehemaligen Mitgliedern der Vier Botze traten in die Fußstapfen ihrer Väter: Tommy Engel, jahrelang Sänger der Kölner Mundartgruppe De Bläck Fööss, und Hans Süper junior, Komiker im Colonia Duett, sind Söhne von „Rickes“ bzw. „de Stump“. Der Keyboarder der Kölner Gruppe Brings, Kai Engel, ist der Sohn von Tommy Engel und somit der Enkel von „Rickes“.

## Diskografie (Auswahl), sofern nicht im Text erwähnt
- Das hat ja noch Zeit (1954)
- Fritz Servos & Die Vier Botze: Hätten wir das Geld lieber vergraben / Robert Jacob & Die Vier Botze: Du bist ein lecker, lecker Mäus’chen (Tempo 3705)
- 7" Willi Breuer & die vier Botze: "Warum singt man denn am Rhein so schöne Lieder?" b/w "Mer kann suffe wat mer will, mer kütt zo nix" (Dom-Kölsch 7PAL2072)
- 7" Die vier Botze: "Kölsche Mädcher die sin löstig" (Telefunken U 45213)